# Goliathus orientalis
Goliathus orientalis är en skalbaggsart som beskrevs av Moser 1909. Goliathus orientalis ingår i släktet Goliathus och familjen Cetoniidae. Utöver nominatformen finns också underarten G. o. preissi.

## Bildgalleri

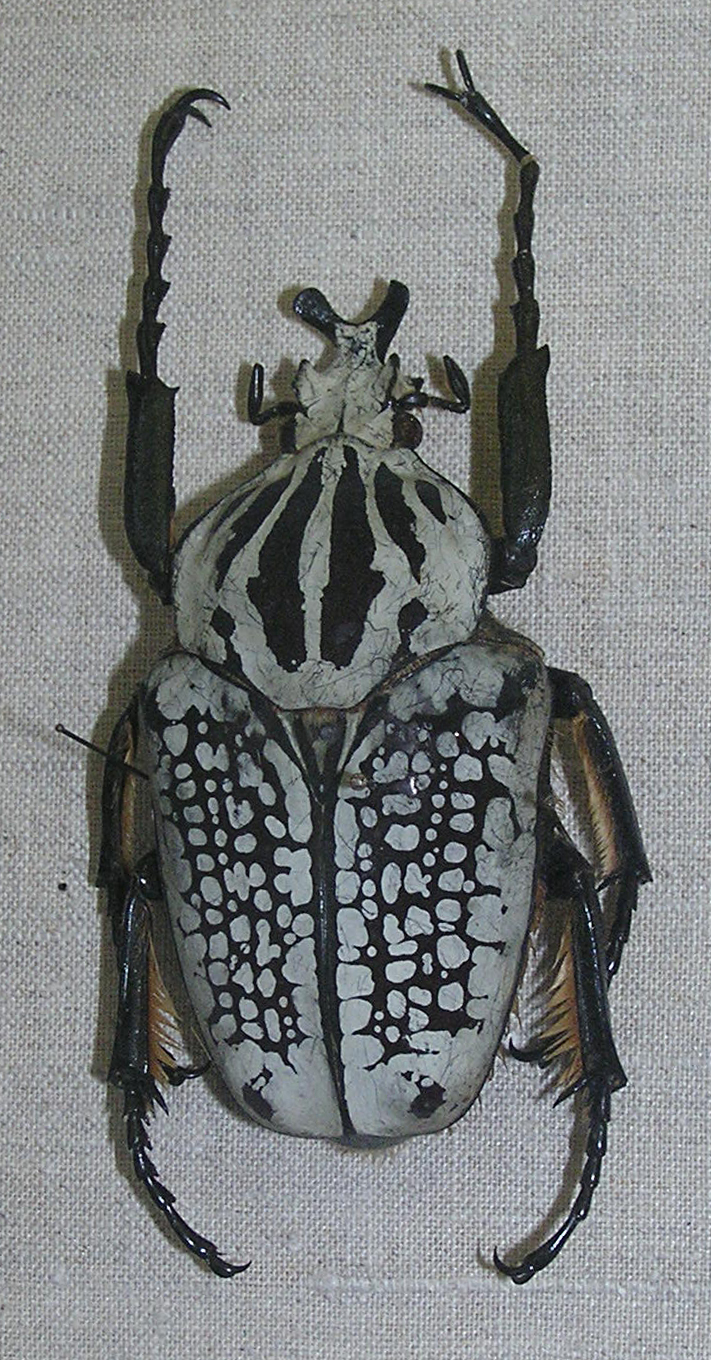
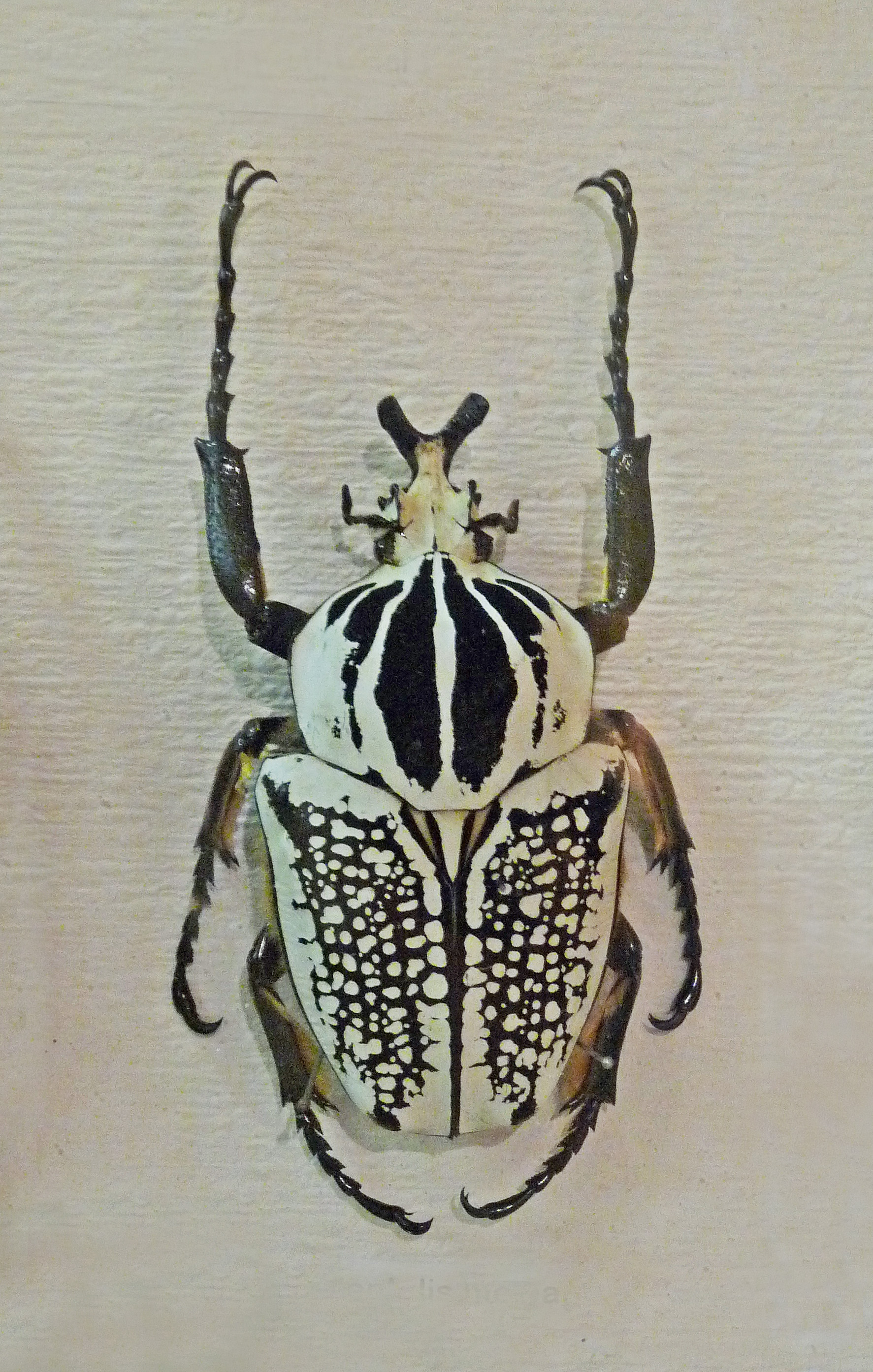
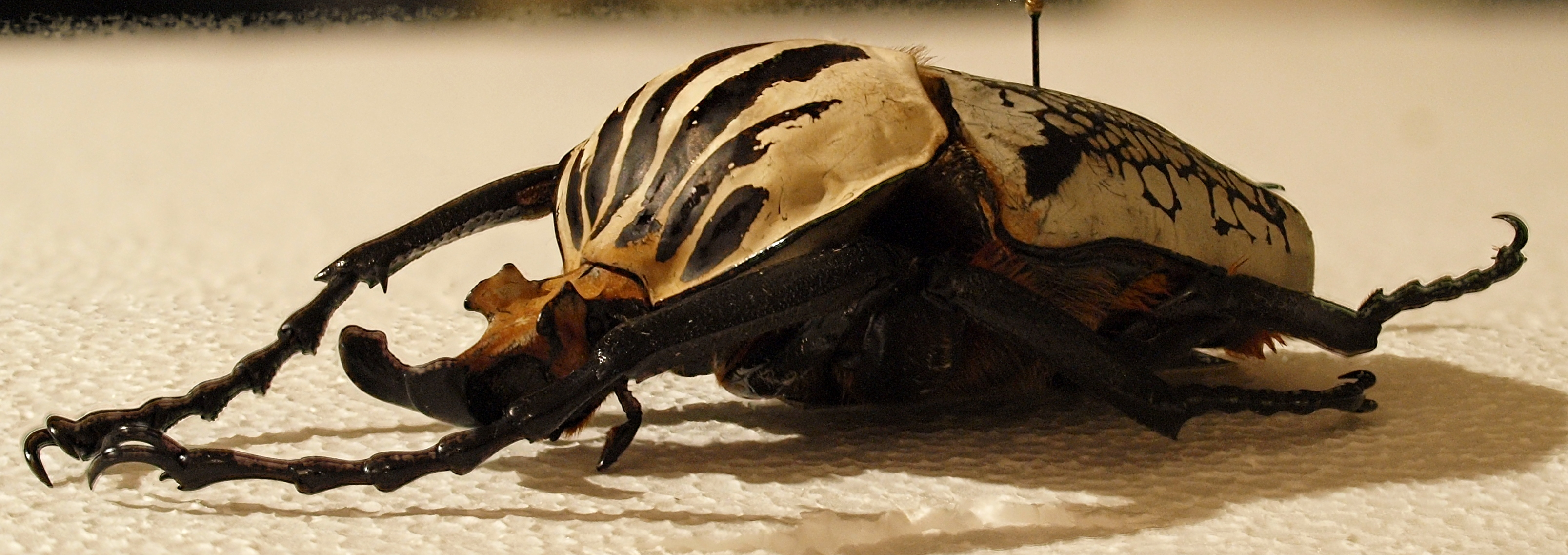
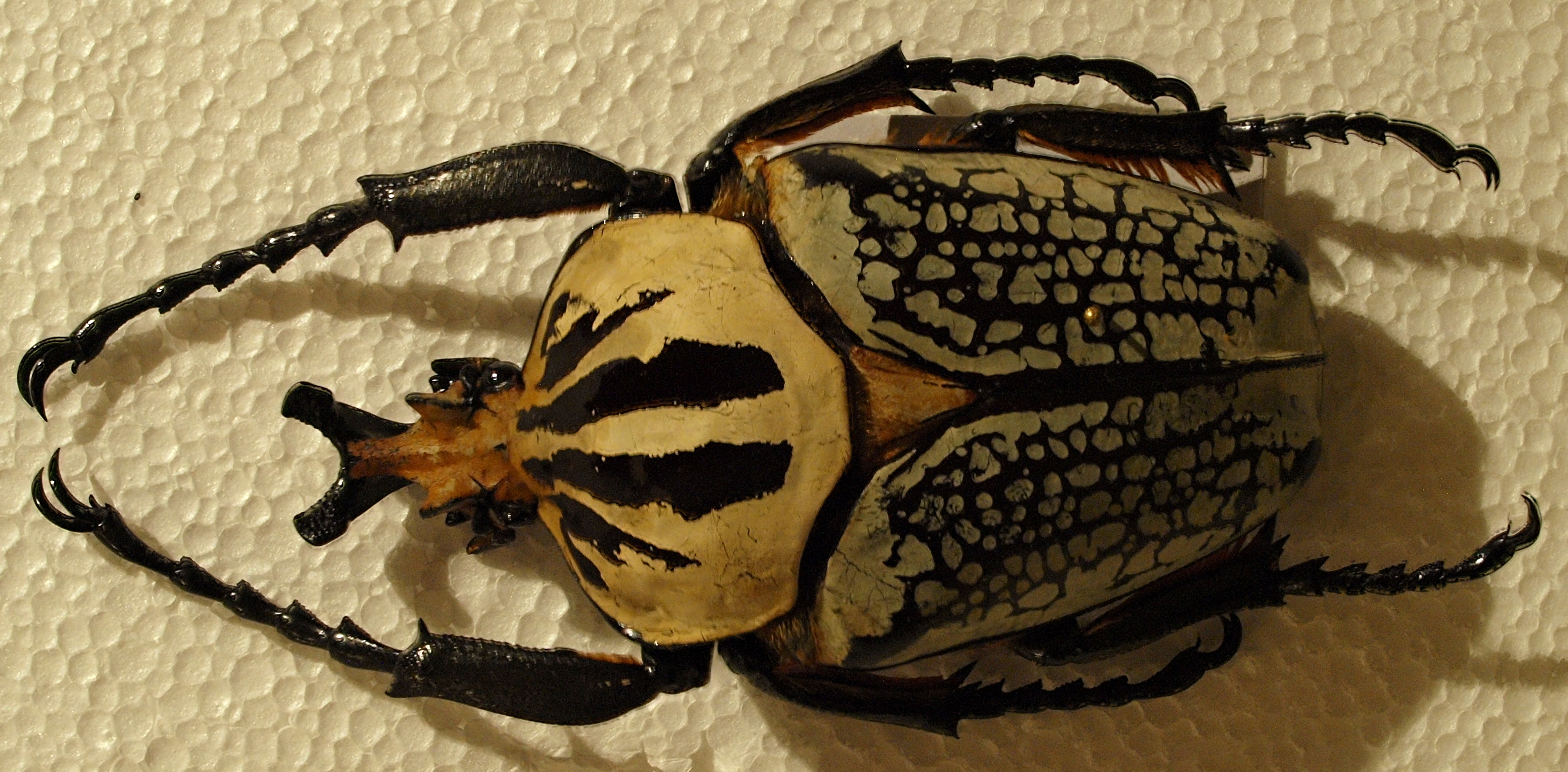
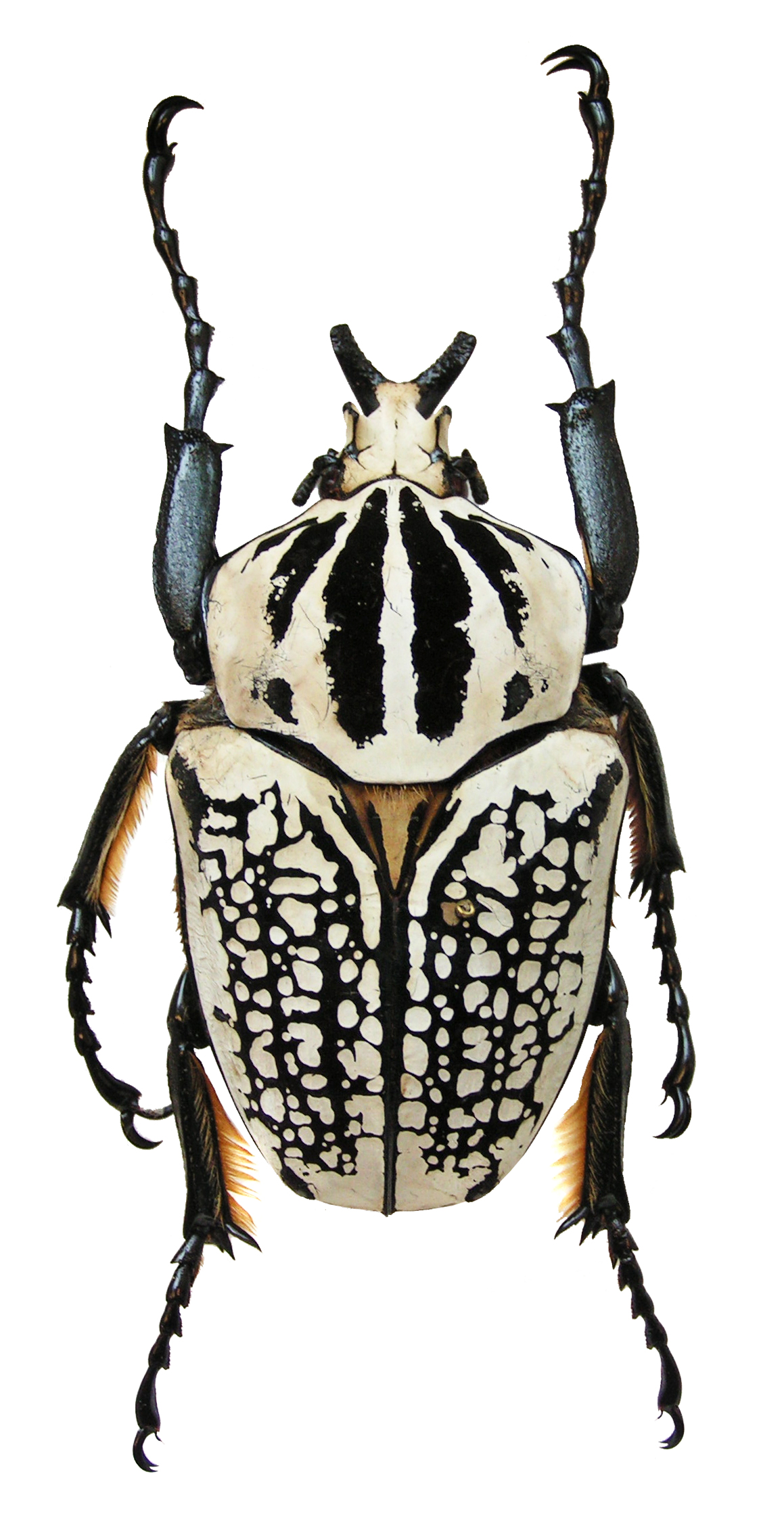
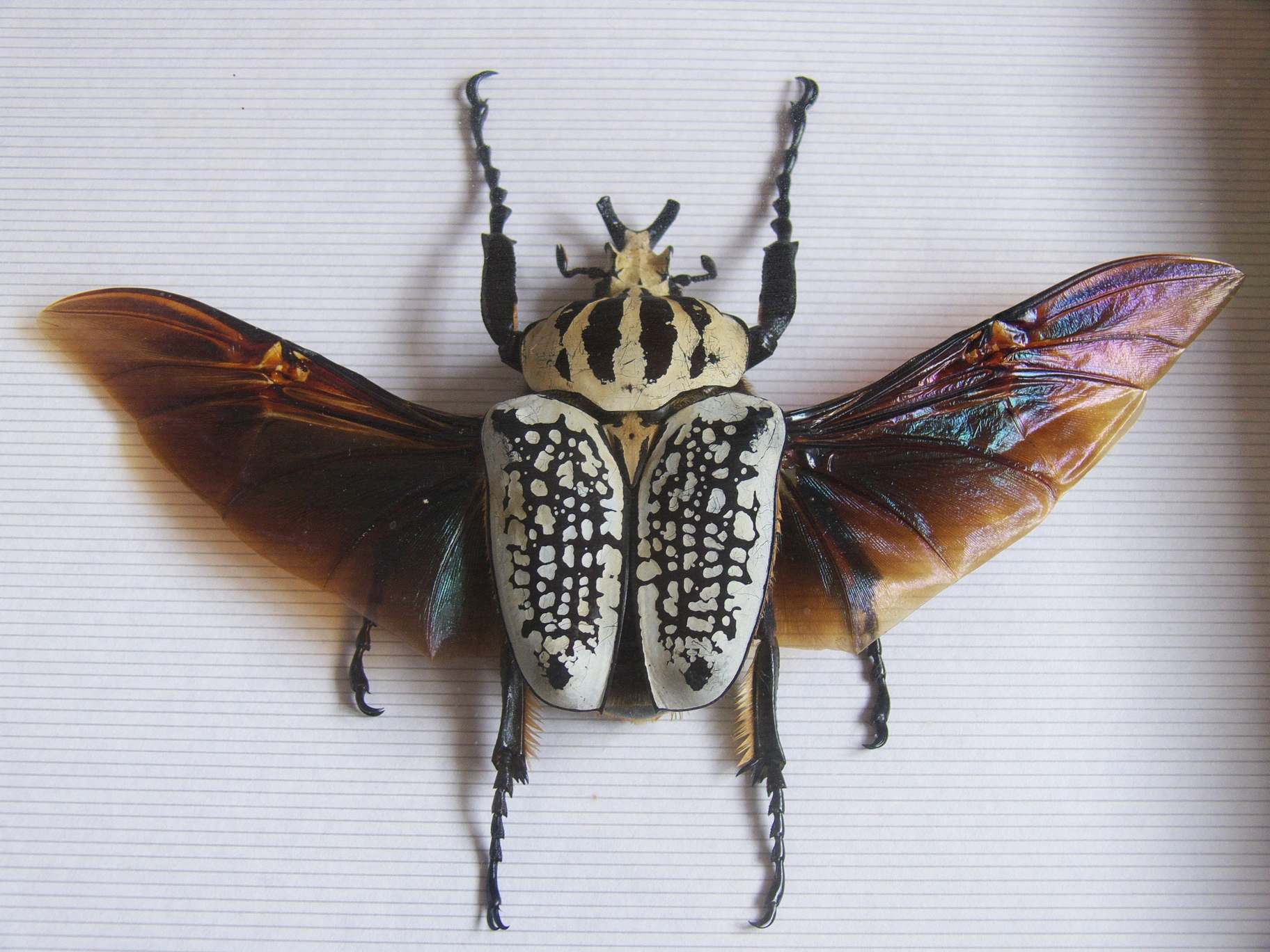